# (129165) Kevinstout
(129165) Kevinstout est un astéroïde de la ceinture principale.

## Description
(129165) Kevinstout est un astéroïde de la ceinture principale. Il fut découvert le 9 avril 2005 au Mont Lemmon par le projet Mount Lemmon Survey. Il présente une orbite caractérisée par un demi-grand axe de 3,02 UA, une excentricité de 0,11 et une inclinaison de 7,8° par rapport à l'écliptique.
Il est nommé d'après un contributeur de la mission OSIRIS-REx dont l'objet est l'étude de l'astéroïde (101955) Bénou.